# Roberto Beneduce
 (décembre 2012).
Roberto Beneduce est un anthropologue et psychiatre italien, considéré comme l'un des principaux représentants de l'ethnopsychiatrie et le père de l'ethnopsychiatrie critique.

## Biographie
Roberto Beneduce est anthropologue et professeur d'anthropologie médicale et psychologique à l'Université de Turin. Ses domaines de recherche concernent le Mali (plateau Dogon), le Cameroun (pays Boulou), l'Ouganda (territoires Acholi), ainsi que le Mozambique et la Horne d'Afrique. À côté des savoirs locaux de la cure et de la crise écologique, il s'occupe plus en particulier de l'anthropologie de la migration ainsi que de l'anthropologie de la violence, en travaillant parallèlement sur la décolonisation des savoirs.
Né à Naples, Beneduce obtient une Licence de Médecine et Chirurgie en 1981 à l'université de Naples. Puis en 1985 il se spécialise en psychiatrie dans la même université. Deux ans après sa licence il suit à Rome un cours de psychothérapie familiale, tout en continuant son itinéraire psychanalytique et à s'occuper d'anthropologie et des rapports entre souffrance psychique, histoire coloniale et violence sociale (pauvreté, marginalité, exclusion sociale, racisme institutionnel et épistémique).
Ces expériences l’amènerons à conduire plusieurs recherches sur l'épistémologie de la clinique, l'histoire de la psychiatrie et la  philosophie du langage avec Sergio Piro, qu'il considère comme son maître dans le domaine des sciences psychiatriques. Dans le sillage de sa pensée, il travaillera dans les quartiers les plus pauvres de la ville de Naples (Miano, Piscinola, "quartier 167"), participant ainsi activement à un modèle de santé mentale ancré à la communauté. Ce parcours le poussera naturellement sur les rives de l’anthropologie sociale et à enquêter la condition des groupes subalternes. Parallèlement à son travail clinique et psychothérapeutique, et à ses recherches sur les immigrés et les réfugiés en Italie et en Europe, il participe à partir du 1988 à un projet du Conseil National des Recherches adressé à l'étude de la médecine traditionnelle et de la folie en pays dogon, au Mali (Beneduce 1990, 1993, 1995-1996, 1996, 2016, 2019, etc.). 
En 1993, il décide d'entreprendre un doctorat en anthropologie et ethnologie sur la transe et la possession en Afrique à l'École des hautes études en sciences sociales (EHESS), à Paris, sous la direction de Marc Augé. La transe de possession lui donnera un modèle pour penser la condition des dépossédés, des colonisés, comme l'avait suggéré Frantz Fanon, mais aussi les stratégies de résistance symbolique à l'ordre dominant et les formes de manipulation du registre symbolique et religieux. La perspective théorique de Marc Augé lui donnera les outils pour interroger les formes du pouvoir et de la répression en Afrique et ailleurs. Il obtiendra son diplôme de doctorat en 2000 avec une thèse intitulée : Entre plusieurs mondes. Acteurs, discours et pratiques de la possession en Afrique (le jury était composé, au-delà de Marc Augé, par Jean-Loup Amselle, René Collignon, André Mary et Elisabeth Roudinesco). Après son doctorat il se consacre à l'enseignement et à la recherche, tout en continuant son activité clinique auprès du Centre Fanon, qu'il fonde en 1993. Il s'agit d'un centre consacré aux citoyens étrangers, et plus particulièrement aux demandeurs d'asile, aux sans-papiers, aux victimes de torture et de trafic des êtres humains. Il a été le premier centre d'ethnopsychiatrie en Italie et constitue aujourd'hui un lieu de référence à niveau national et international, participant à plusieurs réseaux dans la recherche sur les politiques de la citoyenneté et la clinique de la migration.
Entre 2001 et 2014, il mène ses recherches au Cameroun, en travaillant sur les transformations des savoirs médicaux locaux (guérisseurs, "églises de la guérison", rituels thérapeutiques, prophétisme, etc.) (Beneduce 2010a, 2010b, 2013). Il conduira ses recherches en s'appuyant sur les travaux d'Eric de Rosny (avec lequel il mène des enquêtes en 2010), Jean-François Bayart et Peter Geschiere.
En 2006, dans le cadre de la Mission Ethnologique Italienne en Afrique Subsaharienne, projet dont il est le coordinateur, il continuera à effectuer ses recherches en Afrique sur deux axes principaux :
- les savoirs thérapeutiques locaux et leurs transformations, au Cameroun (2001-2014), en Ouganda (2013-2014), au Mozambique (2017-présent) et plus particulièrement au Mali, où il continuera les recherches amorcées en 1988 sur les savoirs médicaux sur le plateau Dogon (la dernière mission au Mali a été effectuée en 2021).
- les conséquences psychologiques des violences et les stratégies d'intervention face aux massacres et à la crise du lien social (en Érythrée, en Éthiopie, en République démocratique du Congo).

Depuis 2000 il est professeur d'Anthropologie médicale et psychologique et d'Anthropologie du corps et de la violence au département de Culture, Politique et Sociétés de l'Université de Turin. Il a été visiting professor  en 2010 et respectivement à l'Université de San Buenaventura (Carthagène des Indes, Colombie) pour y tenir des cours sur l'anthropologie de la violence et de la mémoire. En 2012, il a été visiting professor à l'université de Berkeley (Département d'Anthropologie), où il tint le cours The psychic life of History. Ensuite en 2013 à l'université de Libreville (Gabon), puis en 2014  à l'Université Jean Jaurès (Toulouse), en 2018 en Corse, Chaire “Esprit Méditerranéen Paul Valery” et en 2024 à Cali, en Colombie; en 2016 il a été fellow à l'IMéRA, à Marseille (Institut des études avancées), en 2021 Directeur d'études invité à l'EPHE (Paris), et depuis le 2020 il est fellow de l'Institut Convergences Migrations (Paris). Au cours de ces expériences, Beneduce a développé aussi une idée d'anthropologie orientée et construite par le besoin des communautés, pensée sur la base des conflits locaux et globaux, et renonçant à toute prétention "objective". L'anthropologie de Beneduce se veut indocile et engagée : une anthropologie qui ne peut jamais renoncer à une critique radicale du pouvoir et de la violence, et qui dénonce en premier lieu les hypocrisies d'un savoir souvent asservi à la rhétorique académique et à la complicité avec les institutions et les groupes dominants.

## Le Centre Frantz Fanon
Le Centre Frantz Fanon, créé par Roberto Beneduce au début des années 1990, est un Service de psychothérapie et support psychosocial pour les immigrés, les réfugiés et les victimes de torture. Sa mise en place a été possible grâce aux accords entre l'association Frantz Fanon, le Département d'Education Sanitaire et les Départements de santé mentale de la ville de Turin. Plus récemment, le service fonctionne de manière autonome en réalisant ses interventions indépendamment de la bureaucratie sanitaire et des lois italiennes et européenne sur la migration, souvent inspirées par une législation raciste et discriminatoire.
Durant ces années d'activités, l’équipe du centre, composée par une vingtaine d'opérateurs, a pris en charge des milliers de patients (familles immigrées, mineurs, demandeurs d'asile, etc). Le groupe de travail est composé de médecins-psychiatres et psychologues, dont une partie a aussi une formation anthropologique, ainsi que de médiateurs culturels et de chercheurs.
Les modalités de travail du Centre prévoient une prise en charge et un modèle où les patients sont dans la plupart des cas envoyés part d'autres services socio-sanitaires (hôpitaux, centres de santé mentale, etc.). Leurs conditions d'incertitude, de privation et parfois de crise aigüe, imposent qu'ils soient accueillis avec une extrême sensibilité par rapport aux expériences de violence et aux formes souvent masquées de racisme institutionnel ("cryptoracisme"). D'autant plus qu'ils ont subi le plus souvent, voire en règle générale, des expériences dramatiques.
Le soin apporté à la structuration de places d'accueil est le plus attentif possible, et vise à ne pas reproduire le contexte habituel des institutions, la routine des longues attentes, l'indifférence du personnel. À partir de son expérience clinique et de ses recherches, Beneduce a développé une critique radicale de l'abus du diagnostic psychiatrique, plus en particulier du PTSD et des modèles psychothérapeutiques tel que l'EMDR. Dans ses contestations théoriques, il va jusqu'à questionner la notion de "traumatisme", surtout appliquée aux contextes où le traumatisme constitue un mode d'existence, comme dans les situations d'assujettissement, d'apartheid ou de violence structurelle.
L'accueil et le traitement psychothérapeutique sont réalisés auprès du Centre Fanon par le personnel médico-psychiatrique et psychologique qui connaît, au-delà de l'italien, au moins deux autres langues véhiculaires (l'anglais, le français, l'espagnol, etc.), et à la présence de médiateurs culturels ayant des compétences spécifiques en ce qui concerne l'assistance psychologique et psychiatrique.
Le travail clinique de groupe, la critique rigoureuse de l'obsession diagnostique aujourd'hui dominante, et l'attention portée aux effets de la violence , à côté d'une analyse rigoureuse des dimensions linguistiques et symboliques des symptômes, constituent le caractère distinctif du travail du Centre. Pas d'ethnopsychiatrie sans une préalable analyse critique des notions de culture et d'appartenance culturelle, pas d'ethnopsychiatrie sans une prise en compte rigoureuse des diagnostics (psychiatriques et locaux). En un mot : pas de thérapie réelle sans une connaissance approfondie de la personne, de son milieu et de son histoire.

## L'ethnopsychiatrie

### En Italie
En Italie, l'ethnopsychiatrie reste une discipline récente mais un exemple d'étude ethnopsychiatrique a été la recherche pionnière menée par l'anthropologue et historien des religions Ernesto De Martino à la fin des années cinquante sur la magie cérémonielle en Lucanie, l'élaboration rituelle du deuil, et le phénomène du Tarentisme dans le sud de l'Italie (Pouilles). Son livre posthume sur les apocalypses culturelles et pathologiques (La fine del mondo, 1977 ; traduction française 2016), demeure un exemple unique d'analyse sur les dimensions symboliques de la maladie et de la cure rituelle. Son dialogue avec les théories psychiatriques et ethnopsychiatriques de l'époque anticipe une réflexion médico-anthropologique très dense, où se trouvent finalement nouées l'analyse culturelle et symbolique, la psychopathologie et la psychanalyse, l'ethnologie, l'histoire du religieux, la littérature, le politique (la condition des classes paysannes et subalternes).
De Martino rebaptisa cette approche disciplinaire comme psychiatrie culturelle et la décrivit comme une discipline qui s'occupe des troubles mentaux en relation avec le conditionnement culturel et social en focalisant son analyse sur le rapport entre les troubles psychiques et le symbolisme mythique-rituel, dont la fonction est pensée comme capable d'une action de ré-intégration sociale, voire thérapeutique. Au-delà d'Ernesto de Martino, un autre pionnier de l'ethnopsychiatrie italienne a été Michele Risso, psychiatre qui publie en 1964 avec Wolfang Böker le livre Sortilegio e delirio (Sortilège et délire), où il analyse la manière par laquelle prennent forme les troubles psychiques parmi des immigrés venant de l'Italie du Sud et travaillant en Suisse, "guéris" grâce aux traitements rituels et aux remèdes reçus par les spécialistes de leurs régions (les "magiciens").
L'ethnopsychiatrie de la migration
À Turin, l'Association Frantz Fanon, fondée en 1997, mène des travaux cliniques et des recherches médico-anthropologiques dans le but de formuler le cadre théorique d'une ethnopsychiatrie critique, dynamique et radicale, ancrée à l'histoire et au contexte socio-politique, capable de conjuguer un art de la différence et de la culture avec une sensibilité analytique pour la parole et à une pratique des droits : capable, comme le dit Roberto Beneduce, d'écouter « la vie psychique de l'histoire », de « réparer » le passé et de désaliéner le futur.
Conscient des enjeux politiques concernant la migration, Roberto Beneduce et les autres membres de l'Association se sont engagés aussi dans une réflexion épistémologique vouée à interroger le sens dynamique des appartenances, les dimensions de la mémoire individuelle et collective, les politiques de l'asile (Beneduce 2018a) et les pathologies de la citoyenneté. Analyser les malentendus au regard de l'ethnopsychiatrie (les racines racistes et impériales qui marquent la psychiatrie coloniale, ainsi que la proliférations de soi-disant centres d'ethnopsychiatrie, surgissant ici et là sans aucune base clinique et épistémique), tout en travaillant sur l'expérience des subalternes, lui a permis de se tenir à distance des polémiques stériles autour de l'ethnopsychiatrie ("républicains" versus "culturalistes") et aux tentations d'un culturalisme banalisant, et à faire face aux défis des dimensions politiques de la souffrance.
La contribution à une critique anthropologique de la psychiatrie occidentale contemporaine (politiques du diagnostic, archéologie du concept de traumatisme, etc.: Beneduce 2010c) est parmi les caractéristiques principales d'une ethnopsychiatrie critique (au sens de Fanon) et dynamique (au sens de Balandier), qui ne renonce pas à questionner le double écueil des différents idiomes de la souffrance d'un côté, de la violence politique, culturelle et économique (violence « structurelle » dans le sens de Paul Farmer) et de la « sorcellerie de l'histoire » (Michael Taussig) de l'autre côté.

## Publications
- 2022: « Conjugaisons du religieux. Savoirs thérapeutiques et pratiques rituelles en Afrique sub-saharienne (Mali, Mozambique) », Annuaire de l'EPHE, t. 129
- 2021: « Visions and subalternity », Social Compass, 1, p. 1.21
- 2021: "Historical Scientific Racism and Psychiatric Publications: A Necessary International Anti-racist Code of Ethics", Canadian J, of Psychiatry
- 2019: « “Madness and Despair are a Force”: Global Mental Health, and How People and Cultures Challenge the Hegemony of Western Psychiatry », Culture, Medicine and Psychiatry, 43, 3, p. 710-723.
- 2019: « Voir et faire voir. Des images et de leur usage dans un traitement rituel dogon », Cahiers d'anthropologie sociale, 17, 218-240.
- 2018b: « Conectar el mundo. Imágenes y cura ritual en el altiplano Dogón (Malí) », Calibán, Revista Latinoamericana de Psicoanálisis, 16, 2, 153-160.
- 2018a:  « Une nouvelle bataille de vérité. Discours sorcellaires, cicatrices corporelles et régimes de crédibilité dans le droit d'asile », Cahiers d’Études Africaines, LVIII (3-4), 231-232, pp. 763-792.
- 2017: (avec Nigel Gibson), Frantz Fanon: Psychiatry and Politics, New York, NY: Rowman and Littlefield & Johannesburg, Wits University Press.
- 2016a, « L’archive Fanon. Clés pour une lecture du présent », 2016, in Roberto Beneduce (sous la direction de), « Mobiliser Fanon », Politique africaine, 140/4, pp. 7-34.
- 2016b, «Traumatic Pasts and the Historical Imagination. Symptoms of loss, postcolonial suffering, and counter-memories among African migrants», Transcultural psychiatry, 53, 3, pp. 1-25.
- 2015a : Un lugar en el mundo. Senderos de la migración entre violencia, memoria y deseo, Prólogo de Marcelo N. Viñar, Universidad Autónoma de Tlaxcala - Escuela Nacional de Antropología e Historia (INAH-ENAH), Ciudad de Mexico, p. 19-380.
- 2015b, « The Moral Economy of Lying: Subjectcraft, Narrative Capital, and Uncertainty in the Politics of Asylum », Medical Anthropology: Cross-Cultural Studies in Health and Healing. 34 (6):551-571.
- 2013, « Fantasmagories de la cure. Images de rédemption, routinisation de la vision et «textes cachés» dans les thérapies rituelles », Cahiers d’Études Africaines, LIII (4), 212, pp. 895-913
- 2012 : « Un imaginaire qui tue. Réflexion sur sorcellerie, violence et pouvoir (Cameroun, Mali) », in B. Martinelli, J. Bouju (éds.), Violence et sorcellerie en Afrique, Paris, Karthala, p. 309-328.
- 2012 : « La vie psychique de l'Histoire. Frantz Fanon et les défis de la souffrance dans la postcolonie », L'Autre, 13 (3).
- 2011-2012 « Voices from the Past. Persecutory Interpretation of Sickness and Misfortune in Africa Revisited », Psychopathologie Africaine, XXXVI(3): 335-364.
- 2011 [2020]:  « La tormenta onirica. Frantz Fanon e le radici di un'etnopsichiatria critica », in R. Beneduce (sous la dir. de), Frantz Fanon. Decolonizzare la follia. Scritti sulla psichiatria coloniale, Ombre corte, Verona, p. 7-100.
- 2010a : Corpi e saperi indocili. Guarigione, stregoneria e potere in Camerun, Bollati Boringhieri, Torino, p. 1-409.
- 2010b : Soigner l’incertitude au Cameroun. Le théâtre épique du nganga face aux défis de la professionnalisation et aux économies du miracle, in L- Ludo (sous la dir. de), Le pluralisme médical en Afrique, Karthala-PUCAC, Paris et Yaounde, p. 101-131.
- 2010c : Archeologie del trauma. Un'Antropologia del sottosuolo, Laterza, Roma - Bari, p. 1-216
- 2008a : (sous la dir. de) Poteri e identità in Africa subsahariana, Liguori, Napoli, p. 1-440.
- 2008 : (sous la dir. dei) Violenza, "Antropologia Annuario", numéro 9/10, p. 1-236.
- 2008 : « Undocumented bodies, burned identities: refugees, sans papiers, harraga when things fall apart » Social Science Information 47, 5, p. 505-527.
- 2008c : Breve dizionario di etnopsichiatria, Roma, Carocci, p. 1-128.
- 2007 : Etnopsichiatria. Sofferenza mentale e alterita' fra Storia, dominio e cultura, Roma, Carocci, p. 399.
- 2005 : (avec P. Martelli), « Politics of Healing, Politics of Culture », Transcultural Psychiatry 42 (3).
- 2005 : Antropologia e psicoanalisi, a cura di R. Beneduce e E. Roudinesco, Torino, Bollati Boringhieri, 2 voll.
- 2002 : Trance e possessione in Africa. Corpi, mimesi, storia, Torino, Bollati Boringhieri, XVI-323 p.
- 1999 : La guarigione (avec Emanuele Severino et Italo Valent, ed. Tinti M. R., Valent I.), Moretti & Vitali, 128 p.
- 1998 : Frontiere dell'identità e della memoria. Etnopsichiatria e migrazioni in un mondo creolo, Milano, Franco Angeli, 320 p.
- 1996 : « Mental Disorders and Traditional Healing Systems Among the Dogon (Mali, West Africa)», Transcultural Psychiatry, 33, pp. 189-220.
- 1995-1996 : « Si le renard pâle continue à sourire... Réflexions sur une expérience de recherche chez les Dogon (Mali) », Psychopathologie Africaine, XXVII, 1 : 79-89.
- 1993, Geografie della memoria. Considerazioni clinico-antropologiche su migrazione e salute mentale, in Passaggi di confine. Etnopsichiatria e migrazioni, a cura di V. Di Micco e P. Martelli, Napoli, Liguori, pp. 125-144
- 1993a, Stranieri, immigrati, rifugiati, nomadi. Appunti per una genealogia dell'alterità, in AA.VV., Luoghi comuni, luoghi inospitali, Bellinzona, Casagrande, pp. 20-60.
- 1993b (avec Baba Koumare) : « Cultural Psychiatry and Traditional Healing Systems: How Can They Interact? », Psychopathologie Africaine, XXV, 1: 59-75.
- 1990 (avec Ousmane Salamanta et Barbara Fiore), L’épilepsie en pays dogon. Une approche médico-anthropologique, in Piero Coppo e Arouna Keita (éds.) Médecine Traditionnelle. Acteurs, itinéraires thérapeutiques, Trieste: Ed. E.pp. 193-243,.

## Affiliations
- Membre de l’Institut des Mondes Africaines (IMAf), Paris et Aix-en-Provence[15].
- Membre de l’Associazione Internazionale Ernesto de Martino (EdM[16]), Rome.
- Membre de la Société des Africanistes[17], Paris.
- Membre du conseil scientifique du Fond d’Analyse des Sociétés Politiques – FASOPO (Paris, CERI – Sciences-Po)[18].
- Membre de la Società Italiana di Antropologia Medica (Pérouse)[19] / Société Italienne d’Anthropologie Médicale (SIAM).